# Manuel Redondo
Manuel Redondo (España, 1863 – Argentina, 1928) fue un artista español radicado en la Argentina, considerado el padre de la historieta moderna argentina y creador de su primer personaje estable.
Como continuador de algunas viñetas de José María Cao, realizó las dos primeras historietas argentinas con personaje fijo, globos de texto y publicación semanal en la revista Caras y Caretas.La primera, "Viruta y Chicharrón" (1912), relataba las aventuras de dos compañeros: Viruta (el gordo), era un fortachón de pocas luces; Chicharrón (el flaco), parecía algo más inteligente que su compañero, pero sus aventuras siempre terminaban en un fracaso. A pesar de que suele señalarse a Redondo como el dibujante de esta tira, existen ciertas controversias sobre su autoría, dado que la obra no se hallaba firmada. La hipótesis más aceptada es que Redondo simplemente continuó con lo que era una versión en español de “Spareribs and Gravy”, tira iniciada por George McManus en Estados Unidos.
La segunda, "Goyo Sarrasqueta" (1913), estaba protagonizada por el primer personaje estable de la historieta argentina, Goyo Sarrasqueta y Obes, un inmigrante español, del que se narraban miserias y desventuras en su búsqueda de un lugar en la sociedad. La historieta era principalmente una sátira sobre la actualidad argentina e internacional. 
Las historietas de Manuel Redondo giraron en torno al género de aventuras y al costumbrismo.